# Albánia függetlenné válása
Az Albánia függetlenné válása felé vezető eseménysort az országot félezer éve uralma alatt tartó Oszmán Birodalom politikai és katonai erejének megroggyanása idézte elő. Az Európa-szerte megjelenő nemzeti mozgalmak mintájára a 19. századra az albánság vezető rétegeiben is megfogalmazódott az etnikai alapú nemzeti identitás tudata és az önrendelkezés iránti igény, ami a század második felére a Rilindja (’Újjászületés’) néven ismert nemzeti mozgalomban csúcsosodott ki. A függetlenné válás iránti albán törekvéseket sajátos dilemma borította árnyékba és tette fontolva haladóvá: a gyengülő Oszmán Birodalomtól való elszakadás nyomán egy elmaradott és védtelen Albánia könnyedén válhatott volna az addigra már független Görögország, Szerbia, Montenegró és Bulgária martalékává. Ennek felismerésével a 19. század végén a függetlenség elnyerése helyett a birodalmon belüli területi és kulturális autonómia kivívása jellemezte a nacionalista albán körök törekvéseit. Az 1908 júliusában bekövetkező ifjútörök forradalom magában hordozta az önrendelkezés ígéretét, így a hatalomra került ifjútörökök élvezték az albánok támogatását. Ez irányú reményeik azonban csakhamar füstté váltak, s 1910-től egyre rendszeresebbé váltak az albánság fegyveres felkelései, különösen a gegek lakta északi területeken. Az Oszmán Birodalom végleges agóniáját az első Balkán-háború 1912. októberi kitörése hozta el.
A háború árnyékában Ismail Qemali szervezésében a tengerparti Vlora városában összegyűlt földesurak (bégek), vallási vezetők és értelmiségiek részvételével a vlorai nemzetgyűlés 1912. november 28-án kikiáltotta Albánia függetlenségét, és Ismail Qemali vezetésével december 4-én megkezdte működését a vlorai székhelyű ideiglenes nemzeti kormány. Ez az aktus azonban meglehetősen jelképesnek, a kormány mozgástere szűknek bizonyult: a belső támogatottság hiánya mellett a Balkán-háború első két hónapjában a szomszédos hatalmak, Montenegró, Szerbia és Görögország lerohanták Albánia nagy részét, és Vlora környékén kívül csupán Shkodra és Janina városát tartották a török és albán katonák. 1912. december 17-étől Londonban ülésezett a nagykövetek konferenciája azzal a céllal, hogy előkészítsék az első Balkán-háborút lezáró londoni egyezményt, amelyet végül 1913. május 30-án írtak alá az egymással szemben álló felek. Az egyezmény egyebek mellett elismerte Albánia mint a nagyhatalmak ellenőrzése alatt álló fejedelemség függetlenségét, de a szomszédos hódító nemzetállamoknak engedte át az albán többségű Nyugat-Koszovó és Nyugat-Macedónia régiókat. A nagykövetek 1913. július 29-én elkészültek az új albán állam statútumával is, amelynek végrehajtásával, a közigazgatási rendszer megszervezésével a végül 1913. október 16-án felálló Nemzetközi Ellenőrző Bizottságot bízták meg. Időközben megkezdte működését a Nemzetközi Határbizottság is, amely az Epirusz vidékén vizsgálta a nemzetiségi viszonyokat, és ajánlásaik eredményeként 1913. december 17-én megszületett a firenzei egyezmény, amelynek értelmében Dél-Epirusz vidékét Görögországhoz csatolták. A Qemali vezette ideiglenes kormány hatalma a háború lezárultával és az albán állam szervezeti kereteinek rendeződésével sem terjedt ki az ország teljes területére, amelyet belső törzsi viszályok és hatalmi gócpontok szabdaltak több területre. Legfőbb ellenlábasa, Esat Toptani 1913. október 14-én az ország középső területein kikiáltotta a Közép-albániai Köztársaságot. A nagyhatalmak a londoni egyezmény értelmében időközben kiválasztották az Albán Fejedelemség trónjára alkalmas személyt, s 1914. március 7-én egy német katonatiszt, Wilhelm zu Wied lett Vilmos néven Albánia uralkodója. Címe és hatalma jelképes és dicstelen volt, az ország közjogi, közigazgatási és rendvédelmi szempontból egyaránt anarchiába süllyedt. Vilmos belső és külső támogatóit egyaránt elvesztette, amikor uralkodásának az első világháború kitörése gyakorlatilag véget vetett, és 1914. szeptember 3-án maga is elhagyta az országot.

## Előzmények és az 1912-es albán felkelés
A 19. század második felében bontakozott ki a fél évezredes oszmán fennhatósággal szemben fellépő albán nemzeti mozgalom, a Rilindja. Noha az ifjútörök mozgalom az 1880-as évektől élvezte az albánok támogatását, az 1908. július 24-ei forradalmat követően hatalomhoz jutó ifjútörökök nem váltották be a hozzájuk fűzött reményeket. Az új kabinetet ugyancsak autoriter törekvések jellemezték (új adók kivetése, albán nyelvű iskolák bezáratása, erőszakos újoncozás stb.), ezért az albánok 1910-ben, majd 1911-ben is fellázadtak a hatalom ellen. 1911 decemberében fel is oszlatták a konstantinápolyi alsóházat, s új választásokat írtak ki; a kampány során azonban a török hivatalnokok nem riadtak vissza semmilyen eszköztől, hogy az albánokat távol tartsák a voksolástól, s ennek következményeként az albán képviselők száma kétharmadára esett vissza.
Így 1910 és 1911 után az albánok 1912 áprilisában ismét fegyvert ragadtak és fellázadtak, hogy lemondassák az ifjútörök kormányzatot és megismételjék az elcsalt választásokat, ebben látták ugyanis a garanciát autonómiaköveteléseik teljesítésére. A Koszovóból kiinduló lázadás szétterjedt az albán lakta területeken, és a felkelők sikerrel vették fel a harcot a meggyengült és demoralizálódott, dezertálástól sújtott török hadsereggel. Az ifjútörök kormány 1912. július 17-ei bukása után az új liberális kormány tárgyalóasztalhoz ült az albánok vezetőivel, s a Hasan Prishtina által tizennégy pontban összefoglalt albán követeléseket egy kivétellel (helyben letöltött sorkatonai szolgálat) a török kormányzat szeptember 4-én hivatalosan is elfogadta. Ezzel megnyílt volna az út a birodalmon belüli albán vilajet megszervezéséhez, de az október 8-án kitört első Balkán-háború elszakította az albán lakta területeket a birodalomtól, ezzel merőben eltérő csapásirányt jelölt ki az önigazgatásért küzdő albánok számára.

## A függetlenség kikiáltása
Október 8-án Montenegró hadat üzent az Oszmán Birodalomnak, ezzel kitört az első Balkán-háború, amelyhez október 17–18-án a Balkán-szövetség további tagállamai, Szerbia, Görögország és Bulgária is csatlakoztak. Montenegró ostromot indított Shkodra városa ellen, a szerb csapatok egyre mélyebben hatoltak Koszovó és Észak-Albánia területére, a görögök pedig délről indítottak támadást, hogy bekebelezzék Dél-Albániát. November 18-ára hódításaik nyomán az albán lakta területek végleg elszakadtak az Oszmán Birodalomtól. A nagyhatalmak alapvetően diplomáciai üzenetváltások útján igyekeztek elejét venni a háborúnak, de annak kitörését és eszkalálódását tehetetlenül nézték. A leghatározottabban az Osztrák–Magyar Monarchia, és később Olaszország állt ki az 1912. szeptemberi status quo, az albánok területi egységének megőrzése mellett, de katonai beavatkozásra az ő részükről sem került sor. Az Albánia helyzetét rendezendő, 1912. novemberben készült osztrák tervben merült fel először az a forgatókönyv, amely később Vilmos albán fejedelem uralkodásával valóra is vált: a hercegségi államformájú Albánia egy idegen uralkodó kormányzása alatt álljon.
Mindeközben a nagypolitikai hadszíntér hátterében különféle albán csoportok tettek kísérletet arra, hogy saját kezükbe vegyék hazájuk sorsát. Syrja Vlora, a konstantinápolyi alsóház albán tagja már októberre albán nemzetgyűlést hívott össze Vlorába, de az időpont túl korainak bizonyult. A kívülről érkező fenyegetést akkor még jelentéktelennek tartó albánok csak kis számban képviseltették magukat a nemzetgyűlésen, és végül a megjelentek sem tudtak egyezségre jutni a legalapvetőbb kérdésekben sem. Syrja Vlora ezért egy újabb nemzetgyűlés megszervezésén dolgozott, ezúttal Tiranában, amihez Közép-Albánia nagy hatalmú urainak egyike, Esat Toptani támogatását is elnyerte. A tiranai nemzetgyűlésre november első felében került sor, azonban semmivel sem lett eredményesebb, mint a korábbi, a független Albánia kikiáltása ezúttal is elmaradt. Ezzel párhuzamosan 1912. október 14-én hazafias koszovói albán vezetők egy csoportja – Hasan Prishtina vezetésével – Üsküpben megalakította a Honmentők Fekete Társasága titkos egyesületet. Első lépésükként megfogalmaztak egy az európai nagyhatalmakhoz eljuttatandó kommünikét, de további lépéseiket megakasztotta a Koszovót lerohanó szerb sereg, amely a társaság vezetőit letartóztatta és börtönbe vetette.
A katonai helyzet november közepére már rendkívül fenyegetővé vált. A görög csapatok egészen Himaráig nyomultak előre, a Shkodrát kitartóan ostromló montenegróiak elfoglalták Shëngjin kikötőjét, a szerbek Lezhát, Dibrát, és november végére már megközelítették Durrëst. A korábbi években sikeresen harcoló albán szabadcsapatokat meglepte a korábban szövetséges Montenegró és Szerbia hódító hadjárata, és a harcot sem tudták felvenni az óriási túlerővel: megadták magukat vagy a még szabad albán területek felé menekültek. Sürgetővé vált annak kényszere, hogy az albánok valamiképpen hallassanak magukról és a nemzetközi világ számára nyilvánvalóvá tegyék akaratukat.
Az albán politikusok egyik legtekintélyesebbike, Ismail Qemali már november elején a helyi albán emigráció vezetőivel találkozott Bukarestben, ahol megalakították a Vezetők Bizottságát. Ennek fő feladatául Albánia feldarabolásának megakadályozását és egy albán nemzetgyűlés megszervezését jelölték ki. Qemali azonnal szervezni kezdte a vlorai nemzetgyűlést, de mielőtt Albániába utazott volna, még Bécsben megbizonyosodott arról, hogy a Monarchia külügyminisztere, Leopold von Berchtold támogatja terveiket. Küldöttsége élén Trieszten keresztül Durrësbe hajózott, majd további albán küldöttek csatlakozását követően november 26-án megérkezett Vlorába.
A nemzetgyűlés nyolcvanhárom küldött részvételével 1912. november 28-án vette kezdetét, és egészen december 4-éig tartott. Rögtön az első ülésnapon, november 28-án a megjelentek támogatásukról biztosították Qemalit, aki a nemzetgyűlésnek otthont adó ház erkélyére lépve kikiáltotta az „önálló, szabad és független” Albániát, majd felvonták az immár szuverén Albánia zászlaját. A küldöttek ezt követően Qemalit bízták meg az ideiglenes kormány megalakításával is, amelynek feladata a törvényhozási munka megkezdése és az ország irányítása volt az alkotmány megszületéséig, illetve addig, amíg a nagyhatalmak nem rendezik az ország helyzetét. Hosszas vitákat követően a jelenlévők végül csak december 4-én egyeztek meg a Qemali vezette kormány összetételében, amelynek során az albánság felekezeti összetételét is tükröztetni igyekeztek. A kormány elnöke, egyúttal a külügyi tárca irányítója a bektási Ismail Qemali, a kabinet tárca nélküli alelnöke a római katolikus Nikollë Kaçorri lett. A kormány további tagjai: Mehmet Dërralla (hadügy, muzulmán), Myfit Libohova (belügy, muzulmán), Pjetër Poga (igazságügy, görögkeleti), Luigj Gurakuqi (közoktatás, katolikus), Abdi Toptani (pénzügy, muzulmán), Midhat Frashëri (közmunkaügy, bektási), Pandeli Cale (mezőgazdaság és kereskedelem, görögkeleti), Lef Nosi (postaügy, görögkeleti). Ezzel egy időben Haxhi Vehbi Agolli elnökletével megalakult a vlorai kormány munkáját felügyelő, tizennyolc tagú Öregek Tanácsa (Pleqësia),, illetve a koszovói Isa Boletini, Riza Gjakova és Zenel Begolli vezette nemzeti milícia.
Az ország fővárosául Vlorát jelölték ki, s a kormány székhelye a nemzetgyűlésnek is helyet adó kétemeletes Xhemal Vlora-ház lett. Az ország alkotmányáról és államformájáról döntés nem született, ennek jogát a nemzetköziség kezébe tette le a nemzetgyűlés.

## A függetlenség nagyhatalmi elismerése
Közvetlenül a függetlenség kikiáltását követően, 1912. november 28-án Qemali az európai nagyhatalmakat, az Oszmán Birodalmat és balkáni szomszédjait egyaránt tájékoztatta az eseményről, és támogatásukat kérte függetlenségük és területi integritásuk megőrzéséhez. Mint a nemzetgyűlés által megválasztott ideiglenes kormány vezetője, kötelezte magát arra is, hogy Albánia a Balkán-háborúban semleges fél marad. A nagyhatalmak válasz nélkül hagyták Qemali táviratait, egyedül a Monarchia és Olaszország konzuljai biztosították elvi támogatásukról. A konstantinápolyi kabinet, igényeit továbbra is fenntartván a nyugat-balkáni területekre, elfogadhatatlan lázadásnak tartotta egy önálló Albánia megszületését, s megtorlásul sorozatos atrocitások érték az anatóliai albánságot. Ami pedig a szomszédos államokat illeti, csapataik folytatták az előrenyomulást Albánia területén. Noha a megroggyanó Oszmán Birodalom és ennek következményeként Délkelet-Európa átalakuló politikai térképe a kontinens egészére nézve fontos kérdés volt, attól lehetett tartani, hogy az ország frissen kivívott autonómiája tettre kész támogatók híján veszélybe kerül, s a független Albánia csak egy lábjegyzet marad a történelemkönyvekben. 1912. december 3-án azonban a háborúzó felek fegyverszünetet kötöttek, és a brit külügyminiszter, Sir Edward Grey javaslatára 1912. december 17-én kezdetét vette a londoni nagyköveti konferencia. Fő célkitűzése az volt, hogy az első Balkán-háború lezárásaként közös döntéssel rendezzék Albánia státusának, Szerbia adriai jogosultságainak, az Oszmán Birodalom nyugati határainak, valamint a tengerszorosok és a Dodekanészosz szigetcsoport hovatartozásának kérdését. A Grey elnökölte konferencia állandó résztvevői az öt másik európai nagyhatalom – Franciaország, Németország, Osztrák–Magyar Monarchia, Olaszország és Oroszország – Londonba akkreditált nagykövetei voltak, a háborúban és a rendezésben érintett felek – köztük Albánia – küldöttségei csak megfigyelőként lehettek jelen. Az albán kormány háromfős küldöttsége – 1913 májusában Ismail Qemalival és Isa Boletinivel ötfősre kiegészülve –, Mehmet Konica, Filip Noga és Rasik Dino a háttérből segítette a konferencián részt vevő osztrák–magyar követ munkáját. Eközben 1913 márciusában az európai, amerikai és ázsiai albán emigrációi képviselői Triesztben tartottak összalbán kongresszust azzal a szándékkal, hogy a nagyhatalmak számára nyilvánvalóvá tegyék az albánság igényeit.
A konferencia legelőször az albán állam státusát illetően hozott egy gyors döntést még 1912. december 20-án, amelyben ugyan nem tértek ki az államszervezeti kérdések részleteire, de Albánia függetlenségét és a nagyhatalmak által garantált semlegességét helybenhagyták.
Ezt követően a tárgyalók figyelme az albán államhatárok megállapítására irányult. Miután a konferencián részt vevő nagyhatalmak között a montenegrói és szerb területszerzések kérdésköre okozta a legnagyobb feszültséget, jónak látták az északi államhatárok megvitatását napirendre venni. Oroszország támogatta a délszláv államok expanziójának elismerését az albánok területi integritásának rovására, ezzel szemben a Monarchia és Olaszország messzemenően ellenezték a szerbek, s rajtuk keresztül az oroszok kijutását az Adriai-tengerhez, ezért az etnikai határok tiszteletben tartása mellett kardoskodtak. Hosszas vitákat követően a kezdetben szögesen ellentétes elképzelések közeledtek egymáshoz, s 1913. március 22-én megszületett a döntés az északi, Montenegróval és Szerbiával közös albán államhatárok kérdésében. Ennek értelmében Shkodrát és a környező területeket Albániának ítélték, ugyanakkor a koszovói és macedóniai területeket Szerbiának engedték át, az északi Szandzsákon, valamint az albán törzsek lakta hegyvidéki területeken pedig Montenegró és Szerbia osztozhatott. A nagyhatalmak diplomáciai fenyegetések és katonai demonstrációk (tengerzár a montenegrói partoknál) árán elérték, hogy 1913. május 6-án a szerbek kiürítsék Durrëst, május 14-én pedig a montenegróiak kivonuljanak a korábban ostrommal elfoglalt Shkodrából.
A déli, Görögországgal közös albán államhatár kérdése csak ezt követően került a nagyköveti konferencia napirendjére. E kérdéskör kapcsán más típusú nehézségekkel kellett szembenézniük. Egyfelől az albán és görög népesség nagy területeken egymással elvegyülve élt, az etnikai határok nem voltak az északiakhoz hasonlóan élesek. Másfelől az olaszok számára fontos geopolitikai kérdés volt az Otrantói-szoros keleti partvidékének fennhatósága, és az albán ügy támogatóiként szívesebben látták volna albán kézen például a Korfui-szoros térségét.  A vita elhúzódott, így az első Balkán-háborút lezáró, 1913. május 30-án aláírt londoni egyezmény sem rendelkezett az albán–görög határ kérdéséről. Végül 1913 augusztusára született meg az elvi döntés, mely a görögök által elfoglalt dél-albániai területek nagy részét Albániának ítélte. A határok pontos kijelölésére felállították a nagyhatalmak delegáltjaiból álló Albánia Határait Kijelölő Nemzetközi Bizottságot, amely az elkövetkező hónapokban helyszíni szemlék és népszámlálási adatok elemzése útján előkészítette az 1913. december 17-én aláírt, az albán–görög határt rendező firenzei egyezményt. A görögök végül 1914 februárjában megkezdték csapataik részleges kivonását az Albániának ítélt területekről, 1914. február 28-án azonban az okkupált vidékeken kikiáltották a görögbarát Észak-epiruszi Autonóm Köztársaságot.
Időközben, 1913. július 29-én a nagyhatalmak elkészültek Albánia statútumával is, amely az államformát, az államszervezet és közigazgatás kereteit szabályozta akképpen, hogy Albánia független örökletes monarchia (Albán Fejedelemség), amelynek semlegességét a nagyhatalmak szavatolják, s az állam közigazgatási, közjogi és gazdasági intézményi kereteinek kidolgozásáért a vlorai székhelyű Nemzetközi Ellenőrző Bizottság felelős. Ugyancsak a statútumban rendelkeztek arról, hogy a közrendvédelmi feladatokat a külföldi tisztikar irányítása alatt álló albán csendőrség látja el.
Bár a határkérdés végleges rendezésével, a londoni és a firenzei egyezmény következményeként kiterjedt albán többségű vidékeket és termékeny szántóföldeket szakítottak el Albániától (Nyugat-Koszovó, Nyugat-Macedónia, Çamëria), és 500 ezer albán került az országhatárokon túlra, ezzel és a statútummal a maival közelítőleg megegyező 28 ezer km²-nyi területen, 800 ezer lakossal hivatalosan is megalakult a független Albán Fejedelemség. A hat nagyhatalom delegáltjaival és Albánia küldöttével 1913. október 16-án megkezdte működését a Nemzetközi Ellenőrző Bizottság, majd 1913. december 24-én a külföldi irányítású albán csendőri testület is megalakult. A függetlenség kikiáltásának első évfordulóján, 1913. november 28-án a nagyhatalmak végül elismerték az Ismail Qemali vezette ideiglenes nemzeti kormányt is.

## Az ideiglenes kormány
Az ideiglenes nemzeti kormány rendkívül nehéz körülmények között kezdte meg a munkát. A függetlenségüket kikiáltó albánok országának nagy részét a szerb, montenegrói és görög csapatok december elejére elfoglalták, és albániai hadműveleteiket ezt követően is folytatták. A kormány fennhatósága így egy mindössze 4000 km²-es területre – Vlora, Berat, Lushnja és Fier környékére – terjedt ki, ráadásul ez a fennhatóság is névleges volt, tekintve, hogy az idáig szorított, 30-35 ezres oszmán alakulatok katonai igazgatása is érvényben maradt. A helyzetet tovább nehezítette a megszállt területekről áradó albánok tömege, valamint az albánság belső ellentétei. Az ortodox albánok egy része húzódozott attól, hogy egy muzulmán többségű albán állam keretei között éljen, a muzulmán nagybirtokos bégek soraiból viszont többen továbbra is az oszmán fennhatóságot kívánták vissza, míg az észak-albán katolikus törzsek az évszázadok során kivívott önigazgatásukhoz ragaszkodva visszahúzódtak hegyeik közé. Külső és belső támogatás híján Qemali ódzkodott minden merész, provokatív belpolitikai vagy diplomáciai lépéstől, elsősorban a nagyhatalmaktól várta az ország sorsának rendeződését, ám ez a személyével és vezetési képességeivel szemben elégedetlenséget szült.
Az elégedetlenség a kormányon belül is megjelent, ezért több ízben sor került kormányátalakításra. 1913 márciusában Qemali ellenlábasait, Nikollë Kaçorrit és Midhat Frashërit mozdította el posztjaikról. Ugyanakkor Qemali nagy befolyású vezetőket is meg tudott nyerni magának, így például kormányának tagja lett a katolikus mirditák kapitánya, Prenk Bibë Doda és a koszovói hadúr, Isa Boletini is. Ha rövid ideig is, de 1913. július 2. és augusztus 1. között belügyminisztere volt Esat Toptani is, aki később a kormány legnagyobb ellenlábasaként Durrësban ellenkormányt alakított, és 1913. október 14-én kikiáltotta a Közép-albániai Köztársaságot. 1914. január 8–18. között Elbasannál fegyveres összecsapásra is sor került toptanista fegyveresek és az ideiglenes kormány csendőrsége között, amely az utóbbiak győzelmével zárult. Ezzel egy időben 1914. január 9-én Vlorában az oszmán fennhatóságot támogató muszlimok fellázadtak, és a városban ostromállapotot hirdettek a zavargásokat szító főkolomposok letartóztatásáig. Qemali ugyan már 1912 decemberében tett egy elvetélt kísérletet a hatékony albán csendőrség megszervezésére, és 1913 májusában felállt a leendő albán hadsereg tisztikara is, valójában a nagyhatalmi statútum értelmében 1913 decemberében holland vezetéssel felálló csendőri szervezet volt csak képes hatékonyan ellátni a rendvédelmi feladatokat.
A katonai helyzet kezelésében a kormány szintén kudarcot vallott. A londoni nagyköveti konferencia határozatainak szellemében 1913 májusában a montenegrói és szerb csapatok ugyan kiürítették az Albániának ítélt északi területeket, de pár hónappal később fegyveres konfliktus robbant ki az Albániától elszakított macedóniai és koszovói vidékeken. Isa Boletini – noha a Qemali-kormány tagja volt, de saját szakállára – 1913. augusztus 13-án először támadta meg Dibra városát, majd a szeptember végégi elhúzódó konfliktusban elfoglalta Gostivart, Strugát, Ohridot, Kërçovát, Gjakovát és Peshkopiát. A mozgósított szerb végül sereg kiverte az albánokat és megtorlásul albán területre lépett újabb területfoglalási szándékkal. A Qemali-kormány tétlenül szemlélte az eseményeket, s a Monarchia fenyegetőzése kellett ahhoz, hogy a szerbek október 25-éig ismét kivonuljanak Albániából. Délen a katonai helyzet eközben megmerevedett, a görögök időhúzásra játszva még 1914 elején sem kezdték meg az Albániának ítélt területek kiürítését.
A kormány mozgásterét szűkre szabó tényezők egyike a bevételi források hiánya volt. Bár az adószedés intézményi kereteit a kormány megteremtette, s 1913-ban osztrák–olasz koncesszióban – és a háttérben ingatlanpanamát sejtetve – megalakult az Albán Nemzeti Bank is, mindezek a lépések nem voltak képesek hozzájárulni egy stabil gazdasági környezet kialakításához egy végtelenül elszegényedett, behozatalra szoruló országban.
A kormány a belpolitikai, katonai és gazdasági nehézségekkel nem volt képes megbirkózni, így 1914. január 15-én Qemali hivatalosan közölte lemondását, január 22-én pedig formális keretek között is átadta a hatalmat a Nemzetközi Ellenőrző Bizottságnak.

## Vilmos uralkodása
Időközben egyes albán körök felajánlották az albán koronát annak az Aubrey Herbertnek, brit alsóházi képviselőnek, aki a londoni egyezmény előkészítésekor szenvedélyesen érvelt Albánia függetlenség mellett. Asquith brit miniszterelnök azonban lebeszélte a felkérés elfogadásáról, és végül Esat Toptani vezetésével február 21-én hivatalos albán küldöttség érkezett Wied herceg neuwiedi kastélyába, hogy felajánlják az albán koronát az új királynak. A nemzetközi diplomáciában ugyan „herceg”-nek titulálták az új uralkodót, az ennek megfelelő albán méltóságnév, a prenk azonban már használatban volt (több geg nemzetségfő így neveztette magát), így Albániában jobbnak látták, ha az új uralkodót a mbret („király”) címmel ruházzák fel.
Vilmos március 7-én érkezett az albán főváros, Durrës kikötőjébe, és átvette az államügyek vezetését. Turhan Përmeti kapott kormányalakítási megbízást, s kabinetje március 14-én állt fel a következő összetételben: Turhan Përmeti (miniszterelnök és külügy), Esat Toptani (belügy és honvédelem), Myfit Libohova (igazság- és vallásügy), Aziz Vrioni (mezőgazdaság és kereskedelem), Adamidi Frashëri (pénzügy), Hasan Prishtina (közmunka- és postaügy), Mihal Turtulli (oktatás). Az új kormány már kezdetektől népszerűtlen volt, legtöbb tagja ugyanis korábban törökországi emigrációban élt, sőt, akadtak, akik albánul sem beszéltek. Emellett Vilmos is alkalmatlan volt az uralkodói feladatra, Albánia ügyeiben és diplomáciai kérdésekben járatlan volt, ő és a Përmeti-kormány nem volt képes a sürgető gazdasági és társadalmi kérdéseket kezelni. A bégek továbbra is csatároztak egymással, a parasztság nyomorúságos körülmények között élt, és még a mérsékeltebb társadalmi és vallási reformok bevezetése ellen is fellázadt. A görögök és a szerbek sorozatos fegyveres határinzultusokat követtek el, az észak-epiruszi görögök az elszakadásért küzdöttek. Április 10-én megszületett az ország ideiglenes alkotmánya, amelyet a nemzetközi ellenőrző bizottság dolgozott ki, és amelyben az ország államformájáról (örökletes királyság), a nagyhatalmak ellenőrző szerepéről és a nemzetgyűlés összehívásáról rendelkeztek.
Időközben a Vilmos trónfosztását tervező belügyminiszter, a királyi ambíciókat dédelgető és az olaszok támogatásával a háttérben szervezkedő Esat Toptani pasát május 19-én felségárulás vádjával lefogták. Másnap száműzetésképpen az olaszországi Bariba szállították, Përmeti pedig átalakította a kormányát. Toptani helyét Aqif Elbasani vette át a belügy- és hadügyminiszteri székben, a mezőgazdasági és kereskedelmi tárcát Abdi Toptani, a pénzügyeket Filip Noga, a közmunkaügyi minisztériumot pedig Midhat Frashëri vette át. Az Esat pasa távozásával elégedetlen, az ifjútörökökkel szimpatizáló albánok az ország középső részén május 21-én felkelést robbantottak ki, s az albán lobogó helyett a Porta zászlaját tűzték ki az épületekre. A leverésükre küldött csendőröket Shijaknál lefegyverezték, és június 15-én támadást intéztek Durrës ellen. Eddigre ugyan már a városban állomásozott több ezer Mirdita vidéki katolikus geg fegyveres, akik a várost ugyan megvédték, de nem voltak képesek megállítani az Esat-párti felkelőket, így végül Kavaja, Lushnja és Peqin városa is a kezükre került. A Prenk Bibë Doda vezette mirditaiak, a kormányerőket támogató holland csendőrök, osztrák önkéntesek és a lázadók közötti hadi szerencse változatosan alakult. A felkelők 24-én elfoglalták Elbasant, s a kormányzattal, illetve az uralkodóval szembeni elégedetlenség kiterjedt Észak-Albániára is. Ekkor egy Mat-völgyi nemzetségfő, Amet Zogu (a későbbi I. Zogu király) is csatlakozott a kormányt támogató csapatokhoz, és fegyvereseivel Északkelet-Albániából Krujáig, majd Tirana térségéig nyomult. Júliusban a lázadók Tiranában kikiáltották a Közép-albániai Köztársaságot, Zogu visszahúzódott Északkelet-Albániába, s a Shijak közelében táborozó Doda is felfüggesztette a felkelők elleni támadásokat. Az Esat-párti felkelők kezére játszott a dél-albániai területekért újult erővel harcoló irreguláris északepiróta hadsereg, amely július 9-én elfoglalta Korçát, július 13-án Beratot, Këlcyrát és Tepelenát, s mintegy 100 ezer albán hagyta el otthonát. A tehetetlen uralkodó és a kormányerők egyre szorultabb helyzetbe kerültek, és Vilmos hatalma visszaszorult Durrës és Vlora környékére. Miután július 31-én az európai hadszíntereken kitört az első világháború, előbb az osztrák és német önkénteseket, majd a holland csendőrséget vonták vissza Albániából. Augusztus 23-án a Shkodrában állomásozó nemzetközi kontingens is elhagyta a várost, s ettől felbátorodva a szerbek a határt átlépve egészen Elbasanig nyomultak előre. Augusztus közepére a kormányzat pénzügyi tartalékai kimerültek, s az elmaradt fizetése miatt fellázadt albán csendőrség magára hagyta Vilmost. Augusztus 31-én az Esat-párti felkelők különösebb ellenállás nélkül törhettek be Vlorába és Durrësba. A fővárosban a királyi rezidenciát is tűz alá vették, s a felkelők kommünikéjükben Vilmos trónfosztását követelték.
Miután elveszítette a Habsburg-kormányzat és az albán vezetők nagy részének bizalmát, a nagyhatalmak képviselőinek tanácsára hat hónapi uralkodás után, 1914. szeptember 3-án Vilmos elhagyta az országot, jóllehet, az Albániában még sokáig uralkodó zűrzavaros helyzet miatt feladatait a régenstanácsként működő Legfelsőbb Tanács látta el és trónfosztását csak 1925. január 31-én mondták ki.

## További irodalom
- Georges Castellan, Histoire de l’Albanie et des Albanais, Crozon, Armeline, 2002.
- Csaplár Krisztián, Az albán nemzetállam megteremtésének első kísérlete, Világtörténet (1999) 3–33.
- Histoire de l'Albanie des origines à nos jours, réd. par Stefanaq Pollo, Roanne, Horvath, 1974.
- Kapronczay Károly, A szkipetárok földjén, Valóság 40 (1997) 8:94–104.
- Paul Lendvai, Das einsame Albanien: Reportage aus dem Land der Skipetaren, Zürich, Interform, 1985.
- Réti György: Albánia sorsfordulói. Budapest: Aula. 2000.  = XX. Század,  ISBN 9639215740
- Serfőző Zoltán, La naissance de l’état albanais et la création de l’économie nationale, Mediterrán Tanulmányok 6 (1995) 35–41.
- Miranda Vickers, The Albanians: A modern history, London, Tauris, 1995.